# Famille d'Osmond
 (juin 2012).
Si vous disposez d'ouvrages ou d'articles de référence ou si vous connaissez des sites web de qualité traitant du thème abordé ici, merci de compléter l'article en donnant les références utiles à sa vérifiabilité et en les liant à la section « Notes et références ».
 (juin 2012).
- Si vous ne connaissez pas le sujet, laissez ce bandeau (vous pouvez alors contacter les auteurs).
- Si vous supprimez le contenu mis en cause (vous pouvez préalablement contacter les auteurs),

argumentez précisément cette suppression dans la page de discussion
(un manque de référence n'est pas un argument ; une recherche réelle de référence doit avoir été effectuée, être formellement documentée).

Armoiries de la famille d'Osmond

La famille d'Osmond est une ancienne famille noble française originaire de Normandie et aujourd'hui éteinte.
Elle porte écartelé de gueules au vol d'hermines et d'argent à trois fasces d'azur. Ce vol d'hermines se retrouve dans les armes du comté de Somerset en Angleterre.[réf. nécessaire]

## Liste des marquis d'Osmond
Le marquisat d'Osmond a été créé par lettres patentes de mars 1719, enregistrées au Parlement de Normandie le 4 décembre 1720, à partir de la réunion sous ce nom des seigneuries d'Aubry-le-Panthou, La Fresnaye-au-Sauvage, Ménil-Froger et Roiville, dans l'actuel département de l'Orne.
1. 1719-1731 : René Henri d'Osmond († 1731), 1er marquis d'Osmond.
2. 1731-1771 : René Jean d'Osmond (1707-1771), 2e marquis d'Osmond, fils du précédent.

Le premier titre fut éteint en 1771. Il fut relevé par les comtes de Boitron (branche cadette des d'Osmond), mais seulement confirmé en 1817.
1. 1782-1838 : René Eustache d'Osmond (1751-1838), 3e marquis d'Osmond, fils de Louis Eustache d'Osmond, et petit-neveu du 1er marquis d'Osmond.
2. 1838-1862 : Rainulphe d'Osmond (1787-1862), 4e marquis d'Osmond, fils du précédent.
3. 1862-1891 : Rainulphe Marie Eustache d'Osmond (1828-1891), 5e marquis d'Osmond, fils du précédent.
4. 1891-1904 : Eustache Conrad d'Osmond (1855-1904), 6e et dernier marquis d'Osmond, fils du précédent.

À la mort du dernier marquis, ses domaines d'Aubry-le-Panthou furent partagés et ses archives dispersées.

## Personnalité
- Eustache d'Osmond, chevalier et sieur comte de Boitron, Médavy et autres lieux, né le 5 novembre 1683, second fils de Jean et de dame Anne-Renée de Mallard.
- Gabriel Barnabé Louis d'Osmond (1717-1791), chambellan et familier du duc d'Orléans Louis Philippe d'Orléans (1725-1785).
- Charles Eustache d'Osmond (1718-1781), militaire français.
- Charles Antoine Gabriel d'Osmond (1723-1793), évêque de Comminges.
- René Eustache d'Osmond (1751-1838), militaire et diplomate français.
- Antoine Eustache d'Osmond (1754-1823), évêque de Comminges puis de Nancy, comte de l'Empire.
- Marie Joseph Eustache d'Osmond (1756-1839), vicomte d'Osmond, militaire français.
- Adèle d'Osmond (1781-1866), comtesse de Boigne, célèbre mémorialiste.
- Rainulphe d'Osmond (1788-1862), aide de camp du duc d'Angoulême.

## Arbre généalogique descendant
```
Jean IV
 (1642-1716), marquis du Mesnil Froger
x (1) (1664) Anne de Saint-Pierre
│  │
│  ├──> 
René Henri
 († 1731), 
1
er
 
marquis
 d'Osmond
│  │    x (1697) Françoise Jeanne d'Osmond
│  │    │
│  │    ├──> Renée Gabrielle (1701-1727)
│  │    │
│  │    ├──> Charlotte (morte jeune)
│  │    │
│  │    ├──> Françoise (morte jeune)
│  │    │
│  │    ├──> 
René Jean
 (1707-1771), 
2
e
 
marquis
 d'Osmond
│  │    │    x (1737) Marie Anne Thérèse Turgot († 1768)
│  │    │
│  │    ├──> Louise Aimée Jeanne (1709-1776)
│  │    │    x (1734) 
Marie Louis Henri d'Escorches de Sainte-Croix

│  │    │
│  │    ├──> 
Germain Eustache
 (1713-1716)
│  │    │
│  │    ├──> 
Eustache Louis
 (1713- ?)
│  │    │
│  │    ├──> Marie Louise Cécile Henriette (1716-1793)
│  │    │
│  │    └──> Charlotte Françoise
│  │         x (1) (1739) Alexandre de Manoury
│  │         │
│  │         x (2) (1745) Louis Jacques Charles de Perrochel
│  │
│  ├──> N... (fille)
│  │
│  └──> N... (garçon)
│
│
x (2) (1680) Anne Renée Mallard de Boistron
   │
   ├──> 
Eustache
 (1683- ?), comte d'Osmond
   │    x (1714) Marie Louise 
De Pardieu
 de Maucomble
   │    │
   │    ├──> 
Gabriel Barnabé Louis
 (1717-1791), comte d'Osmond
   │    │    x (1756) Rose de Thère
   │    │    │
   │    │    ├──> N... (fille)
   │    │    │    x Charles Adolphe de Mauconvenant, marquis de Sainte-Suzanne
   │    │    │
   │    │    └──> Charlotte Rose Jacqueline
   │    │         x Christophe Nicolas Joseph Étienne de Malbec de Montjoc, marquis de Briges
   │    │
   │    ├──> 
Charles Eustache
 (1723-1761)
   │    │
   │    ├──> 
Louis Eustache
 (1718-1782), 
3
e
 
marquis
 d'Osmond
   │    │    x (1750) Marie Elisabeth Cavelier de la Garenne
   │    │    │
   │    │    ├──> 
René Eustache
 (1751-1838), 
4
e
 
marquis
 d'Osmond
   │    │    │    x (1778) 
Éléonore Dillon
 (1753-1831)
   │    │    │    │
   │    │    │    ├──> 
Adèle
 (1781-1866)
   │    │    │    │    x 
Benoît de Boigne
 (1751-1830), comte de Boigne
   │    │    │    │
   │    │    │    └──> 
Charles Eustache Gabriel dit Rainulphe
 (1787-1862), 
5
e
 
marquis
 d'Osmond
   │    │    │         x (1817) 
Aimée Carvillon des Tillières
 (1797-1853)
   │    │    │         │
   │    │    │         ├──> Marie Charlotte Eustachine Jeanne (1827-1899)
   │    │    │         │    x (1845) 
Jacquelin de Maillé de La Tour-Landry
 (1815-1874), duc de Maillé
   │    │    │         │
   │    │    │         └──> 
Rainulphe Marie Eustache
 (1828-1891), 
6
e
 
marquis
 d'Osmond
   │    │    │              x (1) (1854) Marie Joséphine Tardieu de Maleyssie (div. ap. 1862)
   │    │    │              │  │
   │    │    │              │  └──> 
Eustache Conrad
 (1855-1904), 
7
e
 
marquis
 d'Osmond
   │    │    │              │
   │    │    │              x (2) Maria Theresa Edwige Roero di Cortanze
   │    │    │                 │
   │    │    │                 └──> Osmonde
   │    │    │
   │    │    ├──> N... (garçon) († 1758)
   │    │    │
   │    │    ├──> 
Antoine Eustache
 (1754-1823), comte d'Osmond et de l'Empire
   │    │    │
   │    │    ├──> 
Eustache
 (1755 - ?)
   │    │    │
   │    │    ├──> 
Marie Joseph Eustache
 (1756-1839), vicomte d'Osmond
   │    │    │    x (1) (1789) 
M
lle
 de Vigée
   │    │    │    │
   │    │    │    x (2) Anne Marie Marthe Gilbert des Voisins
   │    │    │       │
   │    │    │       └──> 
Charles Marie Eustache
 (1796- ?), baron d'Osmond
   │    │    │
   │    │    ├──> Anne Elisabeth Rosalie
   │    │    │    x (1786) Robert Maurice, comte d'Argoult († 1790)
   │    │    │
   │    │    ├──> 
N...
 (garçon)
   │    │    │
   │    │    └──> Anne
   │    │         x François d'Oilliamson, marquis de Courcy
   │    │
   │    ├──> 
Charles Antoine Gabriel
 (1723-1793)
   │    │
   │    ├──> N... (fille)
   │    │
   │    ├──> 
N...
, abbé d'Osmond
   │    │
   │    └──> Marie Anne († 1789)
   │         x (1767) Bernard de Cardaillac (1736-1789)
   │
   │
   ├──> Charlotte Victoire
   │    x (1715) Georges de Gémare
   │
   ├──> Catherine
   │    x (c. 1720) Michel Emery Grandin de Campalan (1689- ?)
   │
   └──> Marie
```

## Possessions
- Château d'Osmond, près d'Aubry-le-Panthou (Orne) : Après René Henri d'Osmond, 1er marquis d'Osmond, il est passé par héritage à sa sœur, Louise Aimée Jeanne d'Osmond, épouse d'Henry Descorches de Sainte-Croix du Mesnil Gonfray, puis à sa descendance.
- Château de Médavy : Reconstruit de 1705 à 1723 sur les ruines d’une ancienne forteresse dont subsistent deux tours du XVe siècle, la tour Saint-Pierre et la tour Saint-Jean (transformée en chapelle). Trois ponts à deux arches permettent d’accéder à la cour d’honneur. Le château est entouré de jardins à la française.
- Château du Ménil-Froger
- Château de Pontchartrain à Jouars-Pontchartrain (Yvelines), propriété de Rainulphe d'Osmond de 1817 à 1857.
- Château de la Vénerie à Champlemy (Nièvre), détruit vers 1950.
- Hôtel particulier, no 8, rue Basse-du-Rempart, Paris[1].